# Australian Open 1981
L'Australian Open 1981 è stata la 70ª edizione dell'Australian Open e ultima prova stagionale dello Slam per il 1981. Il torneo femminile si è disputato dal 30 novembre al 6 dicembre 1981, quello maschile dal 24 dicembre al 3 gennaio 1982 sui campi in erba del Kooyong Stadium in Australia. Il doppio misto non si è disputato.

## Sommario
Johan Kriek si è aggiudicato il torneo del singolare maschile battendo all'esordio lo statunitense Drew Gitlin che ha perso con il punteggio di 6–2, 7–5, 6–1. Nel secondo turno ha avuto la meglio sullo svedese Thomas Högstedt in 3 set con il punteggio di 6–2, 6–4, 7–6. Nel turno successivo ha dovuto giocare 5 set per battere il neozelandese Chris Lewis battuto per 7–5, 7–5, 3–6, 2–6, 6–4. Nei quarti di finale ha sconfitto lo statunitense Tim Mayotte in 3 set per 7–6, 6–3, 7–5. In semifinale ha avuto la meglio su Mark Edmondson che ha perso con il punteggio di 6–0, 7–6, 6–2, 7–5. In finale ha sconfitto Steve Denton in 4 set con il punteggio di 6–2 7–6 6–7 6–4.
Martina Navrátilová ha vinto il torneo del singolare femminile. Nel 1º turno ha avuto un bye. Nel 2º turno ha sconfitto per 6–0, 6–2 l'australiana Amanda Tobin. Nel turno successivo ha avuto la meglio sulla statunitense Kathy Jordan con il punteggio di 7–5, 3–6, 6–2. Nei quarti di finale ha battuto Evonne Goolagong per 6–3, 6–1. In semifinale ha battuto Pam Shriver per 6–3, 7–5 e in finale la rivale Chris Evert per 6(4)–7 6–4 7–5. Questa finale si ripeterà per 5 edizioni consecutive.

## Risultati

### Singolare maschile
Johan Kriek ha battuto in finale  Steve Denton con il punteggio di 6–2, 7–6, 6–7, 6–4.

### Singolare femminile
Martina Navrátilová ha battuto in finale  Chris Evert con il punteggio di 6(4)–7, 6–4, 7–5.

### Doppio maschile
Mark Edmondson /  Kim Warwick hanno battuto in finale  Hank Pfister /  John Sadri con il punteggio di 6–3, 7–6.

### Doppio femminile
Kathy Jordan /  Anne Smith hanno battuto in finale  Martina Navrátilová /  Pam Shriver con il punteggio di 6–2, 7–5.

### Doppio misto
Il doppio misto non è stato disputato tra il 1970 e il 1985.

## Junior

### Singolare ragazzi
Jörgen Windahl ha battuto in finale  Pat Cash con il punteggio di 6–4, 6–4

### Singolare ragazze
Anne Minter ha battuto in finale  Corinne Vanier con il punteggio di 6–4, 6–2

### Doppio ragazzi
Torneo iniziato nel 1981

### Doppio ragazze
Torneo iniziato nel 1981